# 馬寬鎮區 (伊利諾伊州諾克斯縣)
馬寬鎮區（英語：Maquon Township）是位於美國伊利諾伊州諾克斯縣的一個行政鎮區。

## 地方資料
根據2010年美國人口普查的數據，馬寬鎮區的面積為93.50平方千米，當中陸地面積為92.90平方千米，而水域面積為0.60平方千米。當地共有人口300人，而人口密度為每平方千米3.21人。